# 2. Festiwal Polskich Filmów Fabularnych w Gdańsku
2. Festiwal Polskich Filmów Fabularnych odbył się w 1975 w Gdańsku.

## Filmy festiwalowe

### Filmy konkursowe

#### Filmy kinowe
Awans, reż. Janusz Zaorski
Bilans kwartalny, reż. Krzysztof Zanussi
Ciąg dalszy nastąpi, reż. Paweł Kędzierski i Zbigniew Kamiński
Czerwone i białe, reż. Paweł Komorowski
Dzieje grzechu, reż. Walerian Borowczyk
Koniec wakacji, reż. Stanisław Jędryka
Linia, reż. Kazimierz Kutz
Moja wojna, moja miłość, reż. Janusz Nasfeter
Noce i dnie, reż. Jerzy Antczak
Opadły liście z drzew, reż. Stanisław Różewicz
Orzeł i reszka, reż. Ryszard Filipski
Strach, reż. Antoni Krauze
Wieczne pretensje, reż. Grzegorz Królikiewicz
W te dni przedwiosenne, reż. Andrzej Konic
Zaklęte rewiry, reż. Janusz Majewski
Ziemia obiecana, reż. Andrzej Wajda
Znikąd donikąd, reż. Kazimierz Kutz

#### Filmy telewizyjne
Cień tamtej wiosny, reż. Marek Piestrak
Dom moich synów, reż. Gerard Zalewski
Koniec babiego lata, reż. Ewa Kruk
Lis, reż. Krzysztof Rogulski
Niespotykanie spokojny człowiek, reż. Stanisław Bareja
Wielkanoc, reż. Wojciech Marczewski
Wyjazd służbowy, reż. Andrzej J. Piotrowski

### Filmy pozakonkursowe
Grzech Antoniego Grudy, reż. Jerzy Sztwiertnia
To ja zabiłem, reż. Stanisław Lenartowicz
Urodziny Matyldy, reż. Jerzy Stefan Stawiński

## Jury
- Jerzy Hoffman (przewodniczący) – reżyser i scenarzysta filmowy
- Sylwester Chęciński – reżyser filmowy
- Stanisław Hebanowski – reżyser teatralny
- Aleksander Jackiewicz – krytyk filmowy
- Stanisław Kuszewski – dziennikarz
- Janusz Kaczmarski – malarz
- Bogusław Lambach – operator filmowy
- Stanisław Mikulski – aktor filmowy i teatralny
- Jan Rybkowski – reżyser i scenarzysta filmowy
- Mariusz Walter – realizator TV
- Adam Walaciński – kompozytor
- Remigiusz Matuszczak

## Laureaci
Wielka Nagroda Festiwalu - Lwy Gdańskie: Ziemia obiecana, reż. Andrzej Wajda oraz Noce i dnie reż. Jerzy Antczak
- Nagroda Specjalna Jury: Gerard Zalewski Dom moich synów
- Pierwsza Nagroda Główna: Stanisław Różewicz Opadły liście z drzew
- Druga Nagroda Główna: Janusz Zaorski Awans

Nagrody indywidualne:
- osiągnięcia aktorskie:
  - Jadwiga Barańska Noce i dnie,
  - Jerzy Bińczycki Noce i dnie,
  - Maja Komorowska Bilans kwartalny,
  - Zofia Jaroszewska Dom moich synów,
  - Wojciech Pszoniak Ziemia obiecana,
  - Roman Wilhelmi Zaklęte rewiry,
  - Krzysztof Majchrzak Koniec babiego lata
- scenariusz:
  - Zbigniew Safjan W te dni przedwiosenne,
  - Zbigniew Kubikowski Wyjazd służbowy
- zdjęcia:
  - Bogdan Dziworski Wieczne pretensje,
  - Jerzy Wójcik Opadły liście z drzew,
  - Bronisław Baraniecki Koniec babiego lata,
- scenografia: Tadeusz Kosarewicz Ziemia obiecana
- muzyka: Wojciech Kilar Bilans kwartalny, Linia, Znikąd donikąd i Ziemia obiecana
- dźwięk: Stanisław Piotrowski Zaklęte rewiry

- Nagroda Dziennikarzy: Wieczne pretensje, reż. Grzegorz Królikiewicz